# Гнезненска архиепархия
Гнезненската архиепархия (на полски: Archidiecezja gnieźnieńska; на латински: Archidioecesis Gnesnensis) е една от 14-те архиепархии на католическата църква в Полша, западен обред. Част е от Гнезненската митрополия.
Създадена е през 999/1000 година от папа Силвестър II, като център на първата църковна митрополия в Полша. От 1417 година е седалище на полските примаси. В периода 1821 – 1946 година е в уния с Познанската архиепархия, а от 1946 до 1992 година е в лична уния с Варшавската архиепархия. Настоящата и територия е установена с булата „Totus Tuus Poloniae Populus“ от 25 март 1992 година и декрета от 25 март 2004 година на папа Йоан-Павел II. Заема площ от 8122 км2 и има 639 469 верни. Седалище на архиепископа е град Гнезно.

## Деканати
В състава на архиепархията влизат тридесет деканата.
| - Барчински деканат - Вонгровешки деканат - Витковски деканат - Вжешненски деканат I - Вжешненски деканат II - Гневковски деканат - Гнезненски деканат I - Гнезненски деканат II - Голински деканат - Гошлински деканат | - Дамаславешки деканат - Загуровски деканат - Злотнишки деканат - Жнински деканат - Иновроцлавски деканат I - Иновроцлавски деканат II - Кишковски деканат - Клечевски деканат - Клецкевски деканат - Крушвишки деканат | - Милославски деканат - Могилненски деканат - Победжискенски деканат - Роговски деканат - Рогожненски деканат - Слупченски деканат - Стшалковски деканат - Стшелненски деканат - Тшемешненски деканат - Ходжежки деканат |